# 5155 Денисюк
5155 Денисюк (5155 Denisyuk) — астероїд головного поясу, відкритий 18 квітня 1972 року.
Тіссеранів параметр щодо Юпітера — 3,194.
Названий на честь одного з основоположників оптичної голографії Юрія Денисюка.